# Louise Stephanie Zeh
Pour les articles homonymes, voir Zeh.
Louise Stephanie Zeh, née le 13 février 1980, est une judokate camerounaise.

## Biographie
Louise Stephanie Zeh est médaillée de bronze dans la catégorie des moins de 52 kg aux Championnats d'Afrique de judo 1997 à Casablanca et dans la catégorie des moins de 57 kg aux Championnats d'Afrique de judo 1998 à Dakar.